# هيكتور أسيفيدو
هيكتور أسيفيدو (بالإسبانية: Héctor Acevedo)‏ هو لاعب كرة قدم مكسيكي في مركز الهجوم، ولد في 16 مارس عام 1992، في دورانجو، في المكسيك. لعب مع كروز آزول.